# Rue Vieille du Temple
Die Rue Vieille du Temple ist eine Straße im Marais in Paris. Es handelt sich dabei um die ehemalige Straße, die vom Zentrum der Stadt zur Commanderie du Temple führte. Sie ist zu unterscheiden von der Rue du Temple, die weiter westlich am Hôtel de Ville beginnt.

## Lage
Die Rue Vieille du Temple beginnt an der Rue de Rivoli 36 und endet nach 855 Metern an der Rue de Bretagne 1. Dabei durchquert sie im 3. und 4. Arrondissement das Quartier Saint-Gervais, das Quartier des Archives und das Quartier des Enfants-Rouges.
Auf ihrem Weg quert sie vor allem die Rue du Roi de Sicile, die Rue de la Bretonnerie, die Rue des Rosiers, die Rue des Francs Bourgeois, und die Rue de Thorigny (mit dem Hôtel Salé in unmittelbarer Nähe).
Die Rue Vieille-du-Temple ist über die Métrostationen Hôtel de Ville und Filles du Calvaire zu erreichen.
Der Schatz der Rue Vieille-du-Temple besteht aus 7.822 Goldmünzen.

## Namensursprung
Die Rue Vieille du Temple führt seit dem 17. Jahrhundert zum Maison du Temple und seinem Turm.

## Geschichte

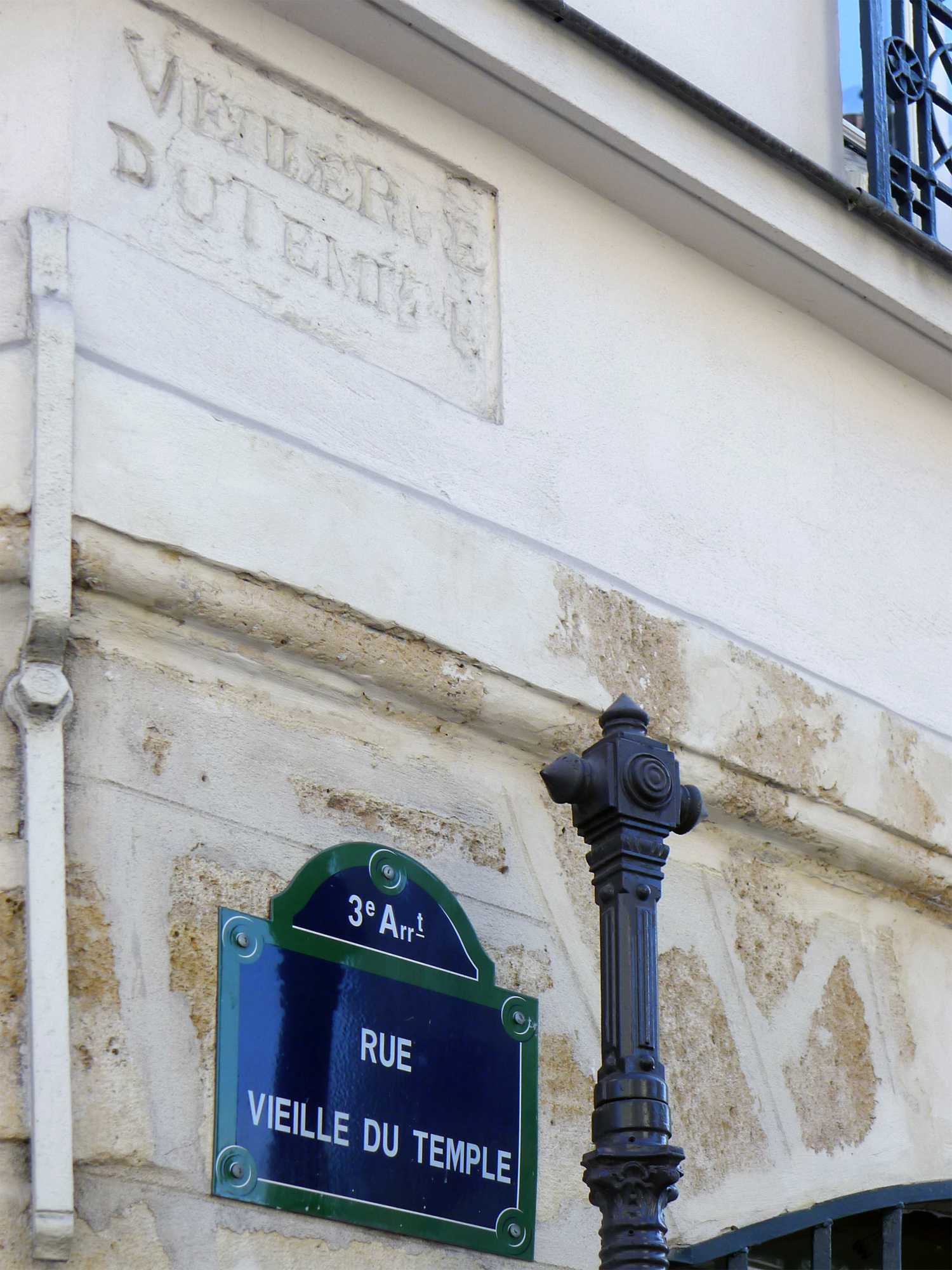
Altes Straßenschild: «Vieille rue du Temple»

Die Straße wird bereits in dem langen Gedicht (französisch Poème Le Dit des rues de Paris) von Guillot de Paris unter dem Namen «rue du Temple» erwähnt.
Die Straße wird demnach bereits im 13. Jahrhundert als Vieille Rue du Temple erwähnt. Weiter Namen waren:
- Rue de la Culture du Temple
- Rue de Couture du Temple
- Rue de la Clôture du Temple
- Rue de l’Égout du Temple
- Rue de la Porte Barbette
- Rue de la Poterne Barbette
- Rue Barbette
- Rue Vieille Barbette

Die Rue Vieille du Temple begann früher an der Rue Saint-Antoine (heute Rue François-Miron); das kurze Stück bis zur Rue de Rivoli wurde 1885 der Rue du Pont Louis-Philippe zugeschlagen.

## Sehenswürdigkeiten

### Vorhanden
- Nr. 20: Eingang zur Impasse de l’Hôtel-d’Argenson (deutsch Sackgasse …)

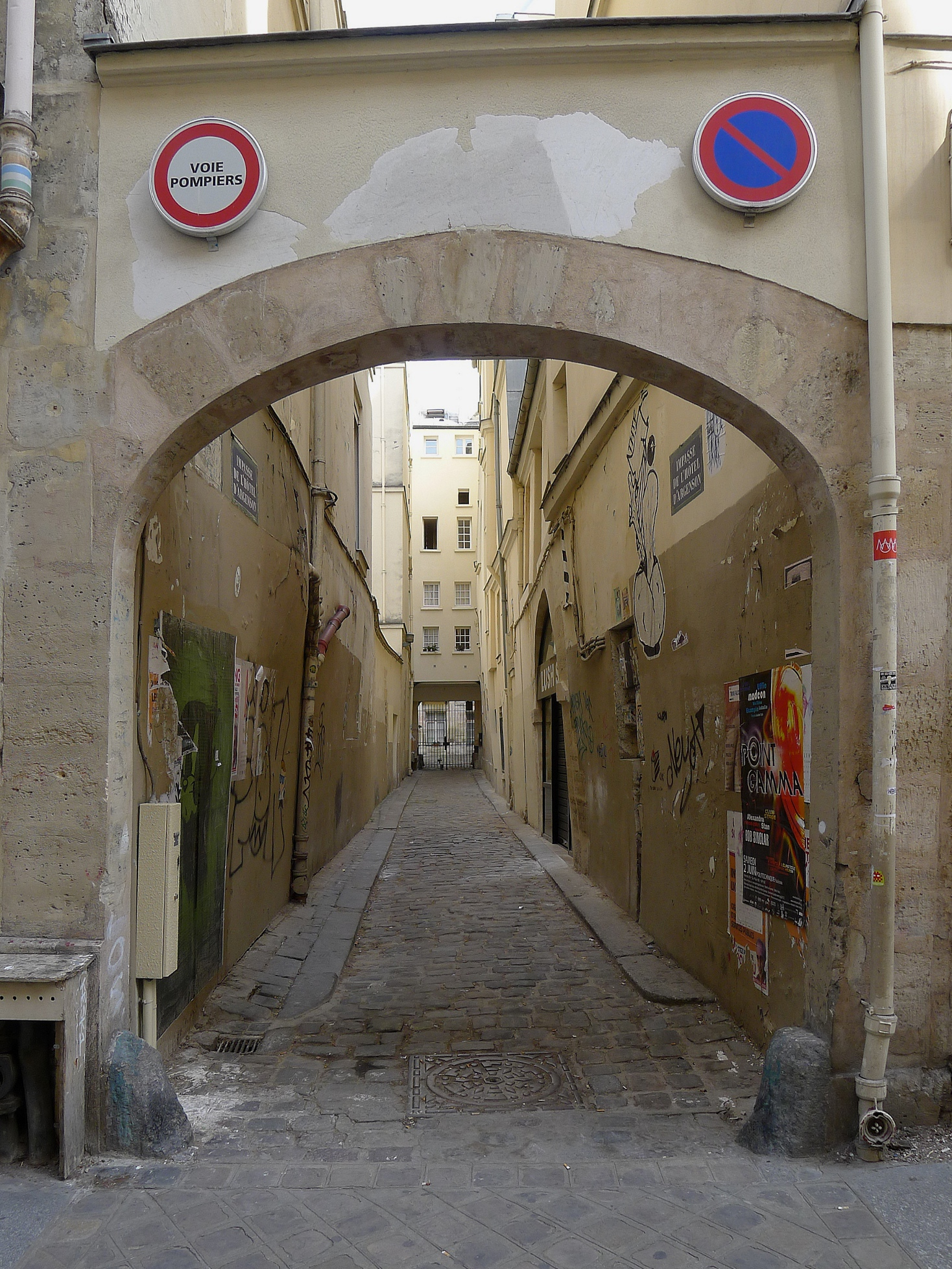
Eingang zum Impasse de l’Hôtel-d’Argenson mit den Kratzsteinen

- Nr. 44: Haus(eingang) von 1732, Architekt Louis Le Tellier

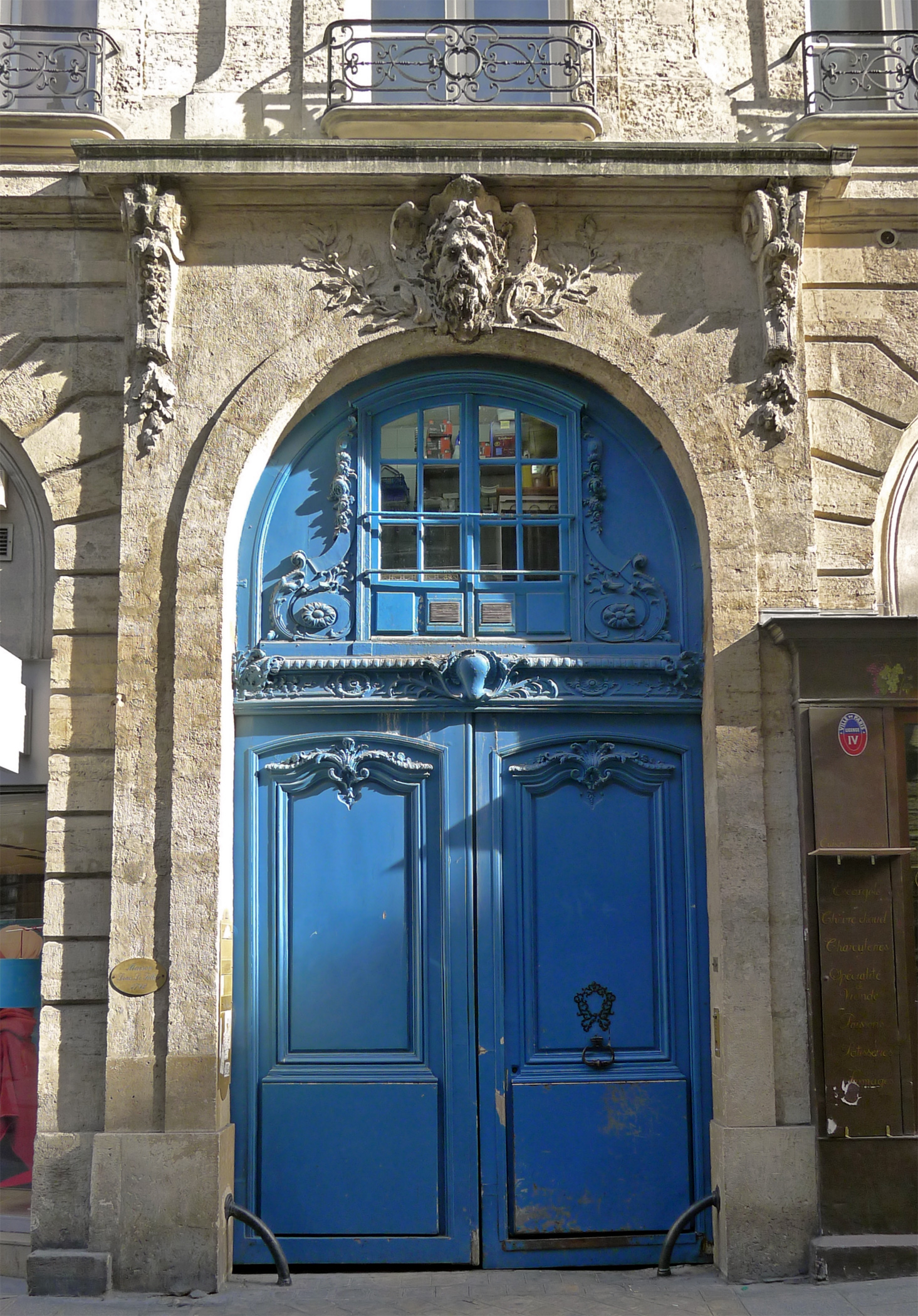
Eingang Nr. 44
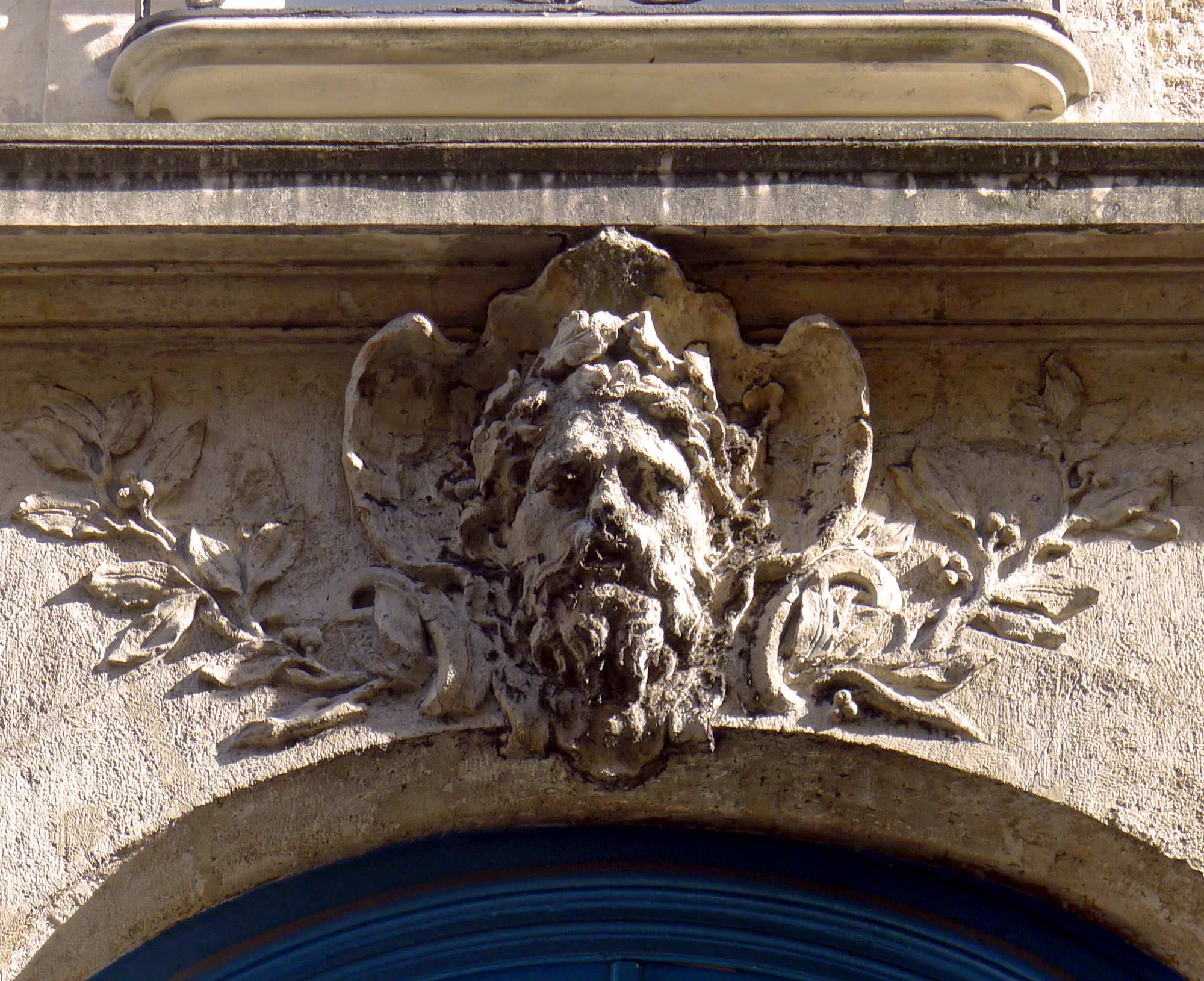
Mascaron

- Nr. 47: Das Hôtel Amelot de Bisseuil, genannt «Hôtel des Ambassadeurs de Hollande»

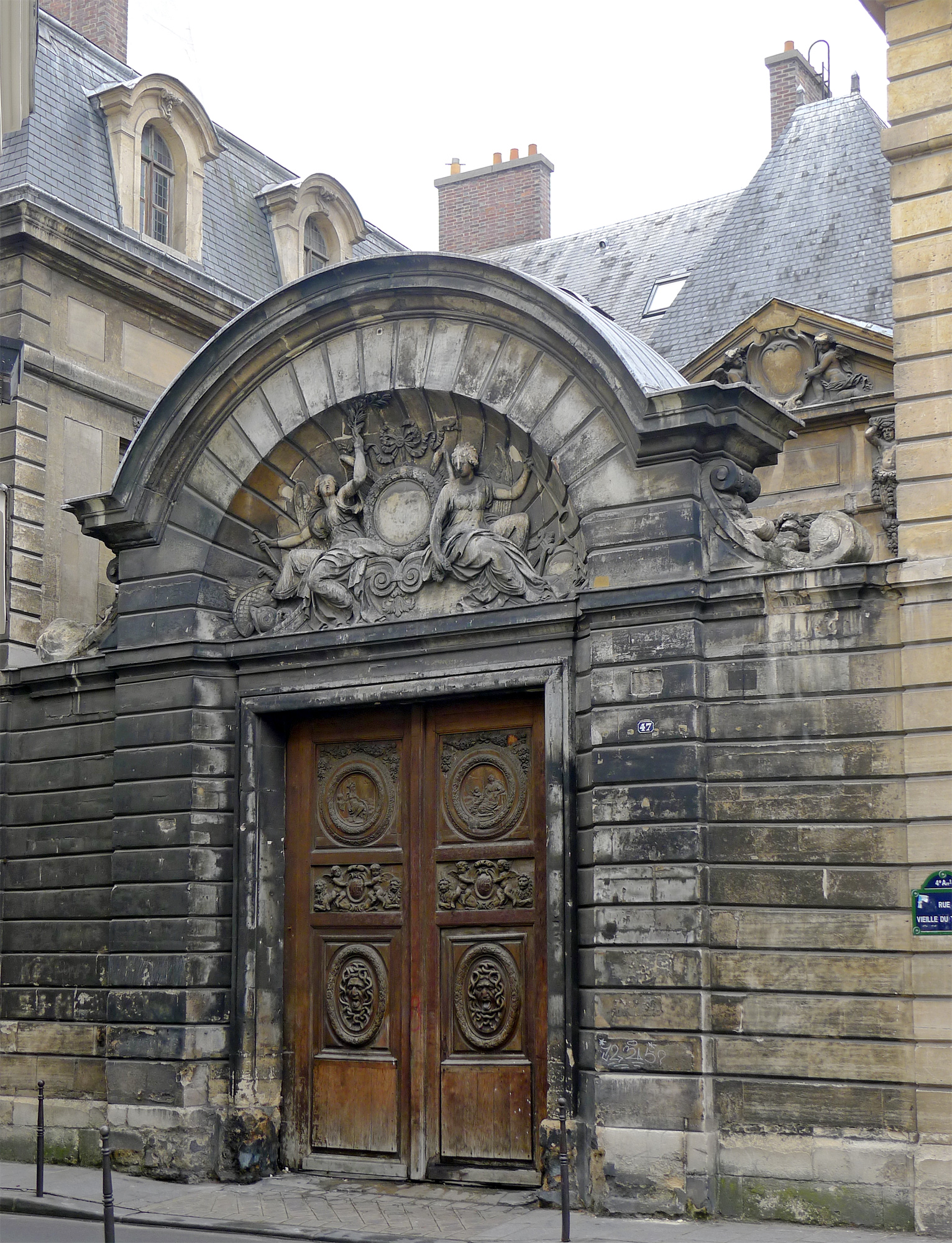
Hôtel Amelot de Bisseuil
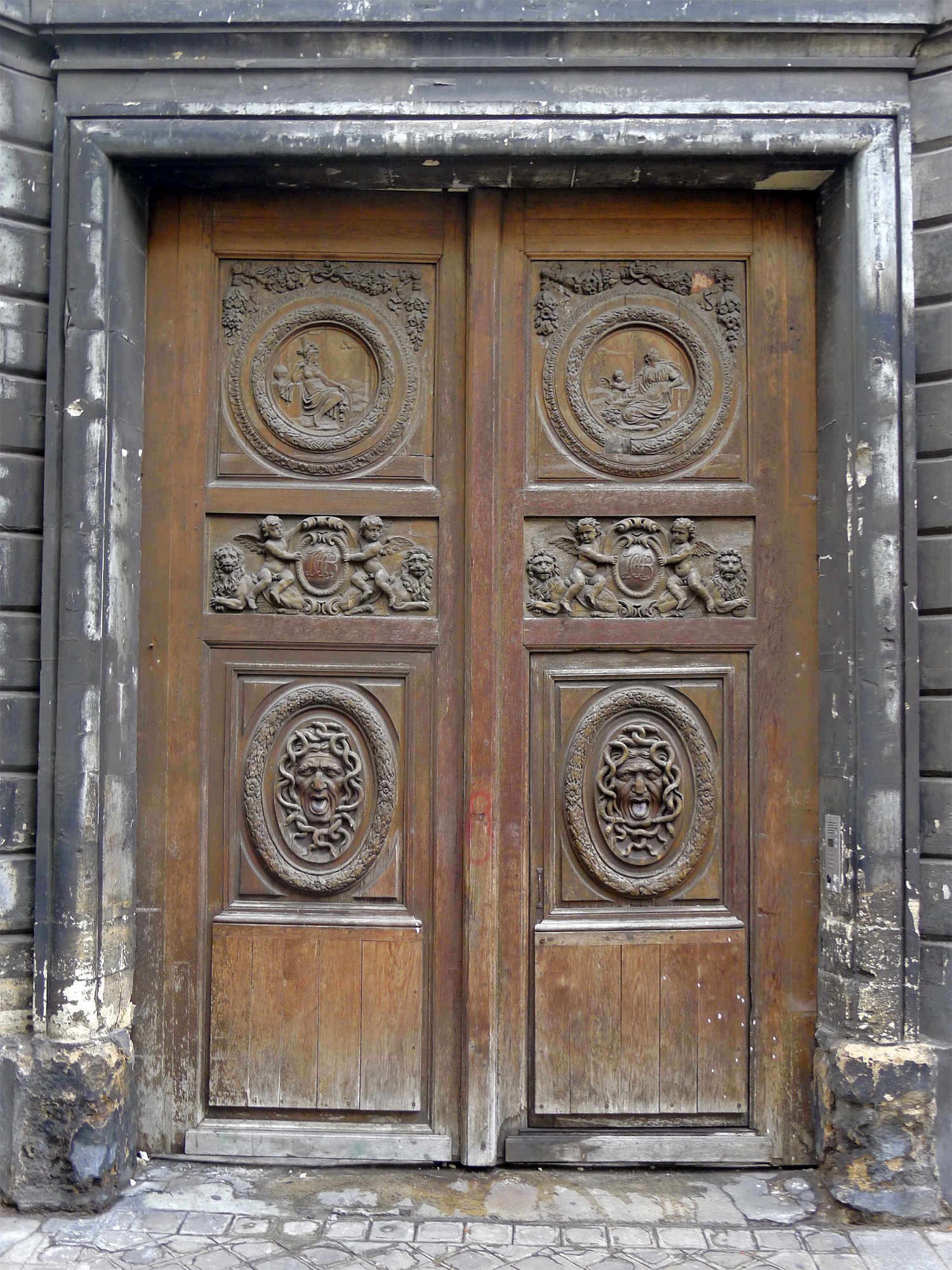
Eingangstür zum Hôtel

- Nr. 54: Das Hôtel Hérouët und sein Erkertürmchen

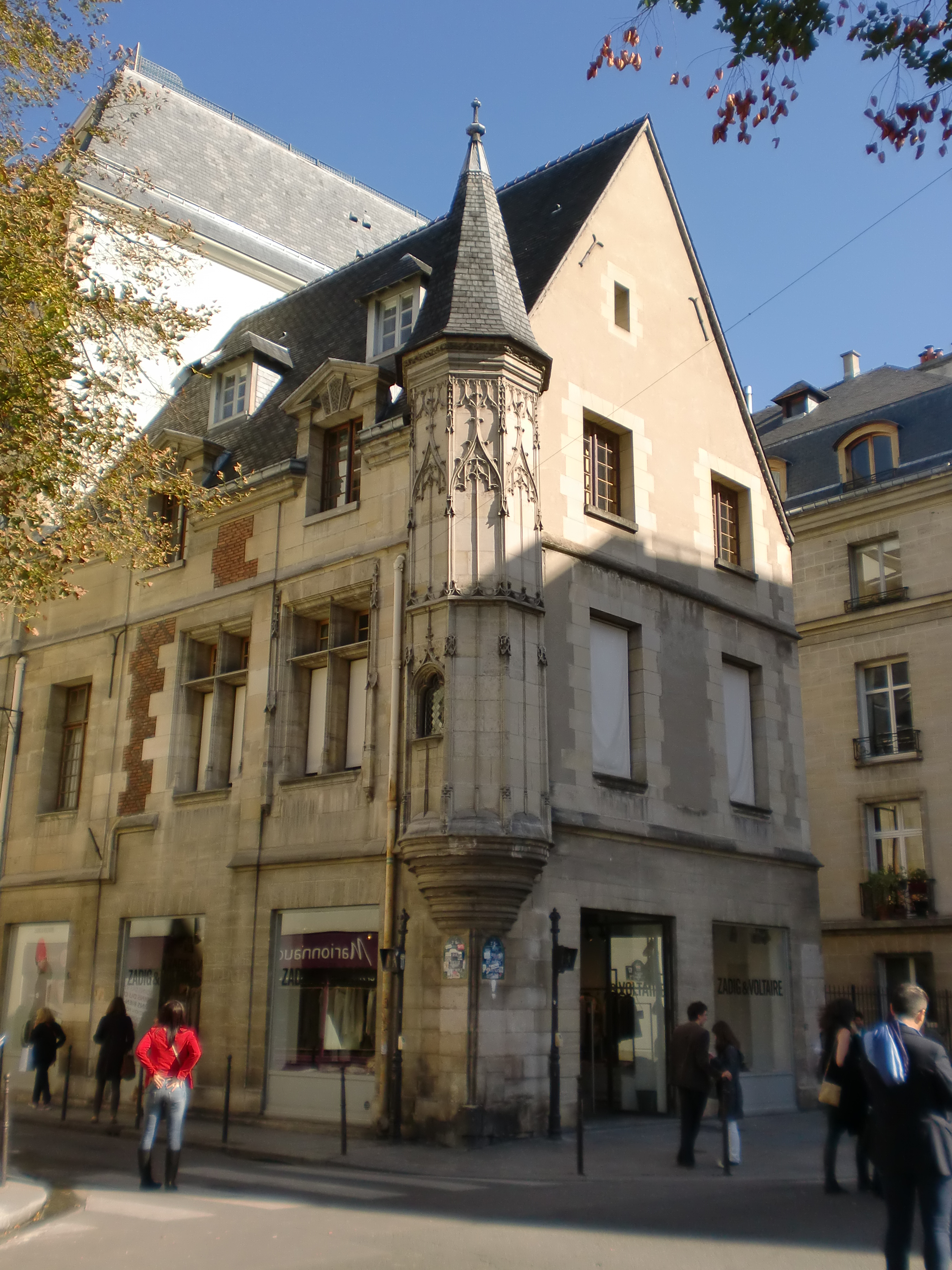
Nr. 54

- Nr. 87: Das Hôtel Rohan (Teil der Archives nationales)
- Nr. 110: Das Hôtel d'Hozier wurde 1623 vom Architekt Jean Thiriot für Robert Josselin, Seigneur de Marigny gebaut. 1664 wurde es besetzt und an verschiedene Mieter bis 1697 vermietet. Schließlich wurde es von André Bauyn de Bersan gekauft. 1731 kaufte es Ritter Pierre de Bersan, aber er musste es 1735 an Louis Pierre d’Hozier weiter verkaufen. Das Hotel verfügt über ein bemerkenswertes Portal, das von Antoine Fauquière entworfen wurde.[2][3] Die Bildhauerin Sandrine Follère hatte hier von 1996 bis 2005 ihre Werkstatt.

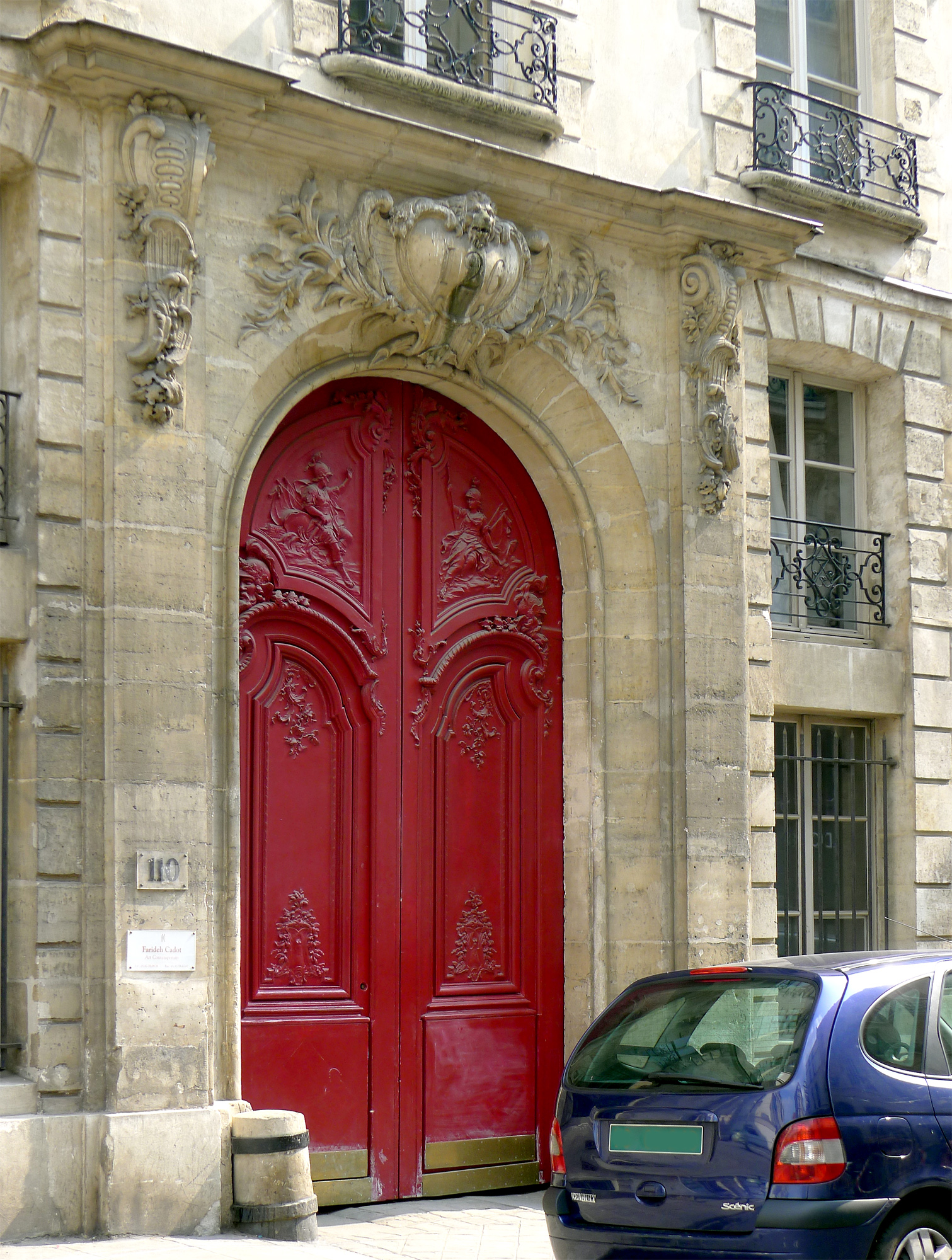
Nr. 110, Hôtel Hozier.

- Nr. 137: Das Gebäude wurde 1777 von Jean-Louis Blève für Pierre Guérard erbaut und stellt in Reliefs die 5 Sinne dar.[2] Im Innern befindet sich ein Brunnen.

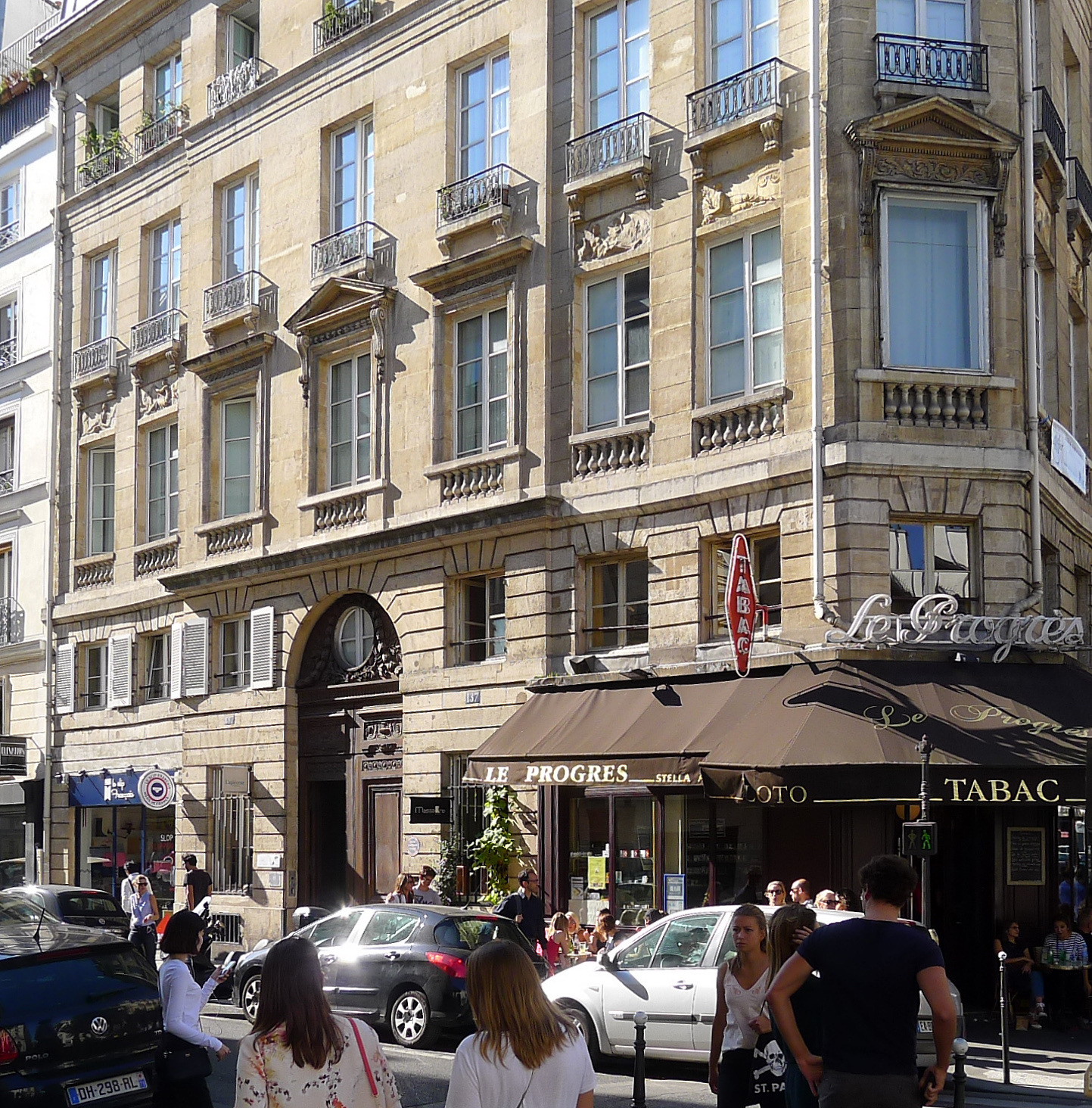
Fassade
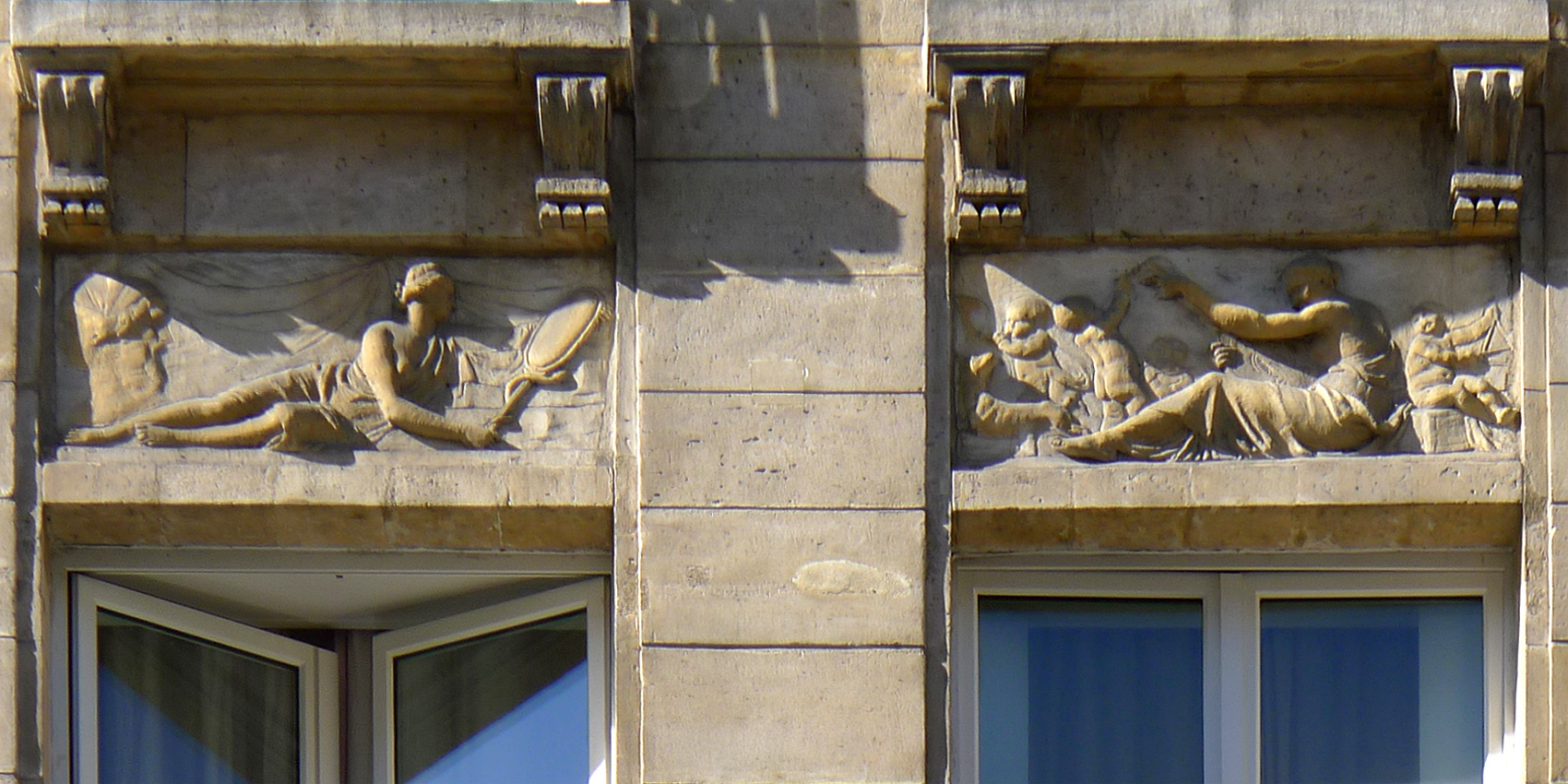
Sims
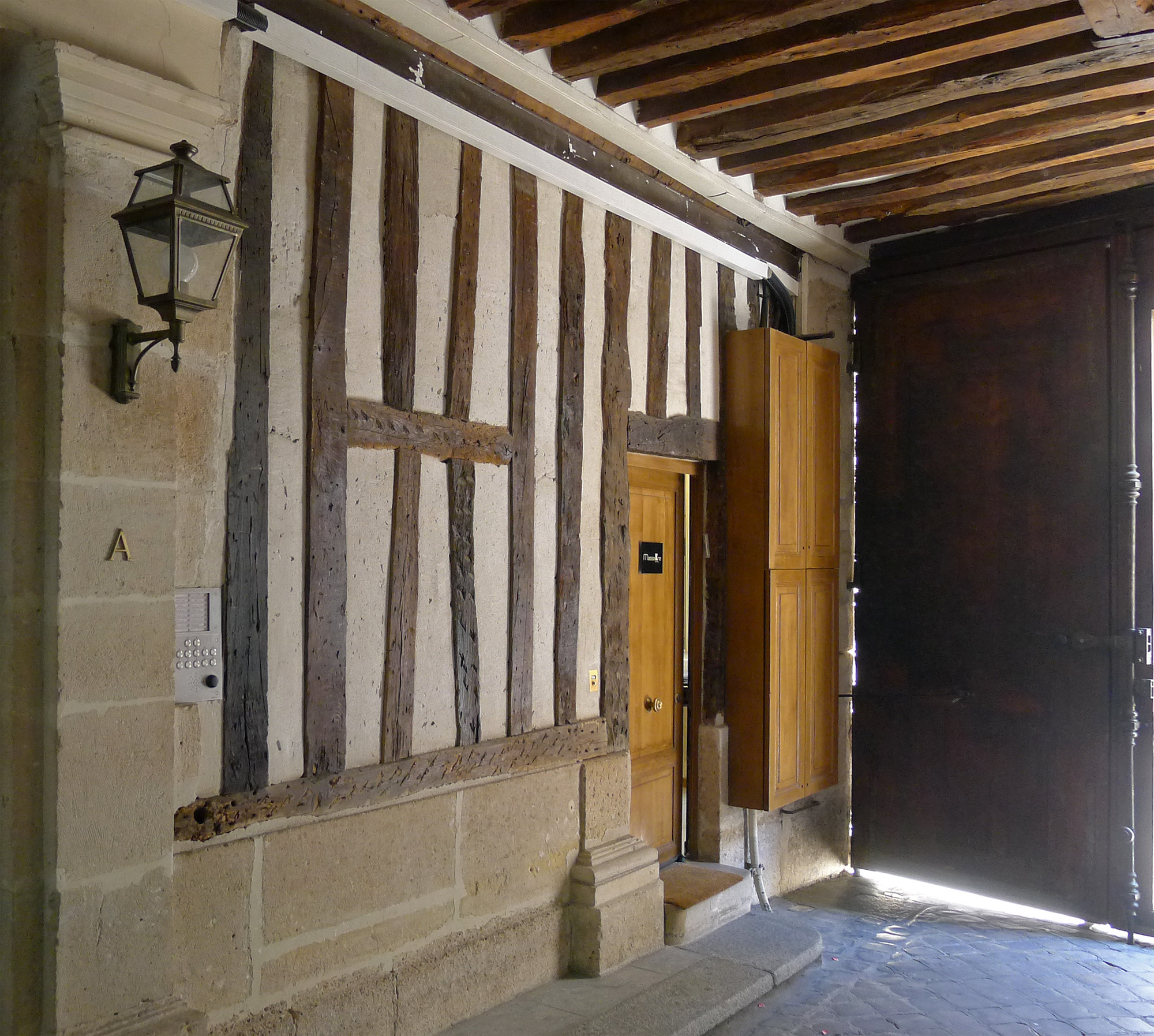
Hauseingang
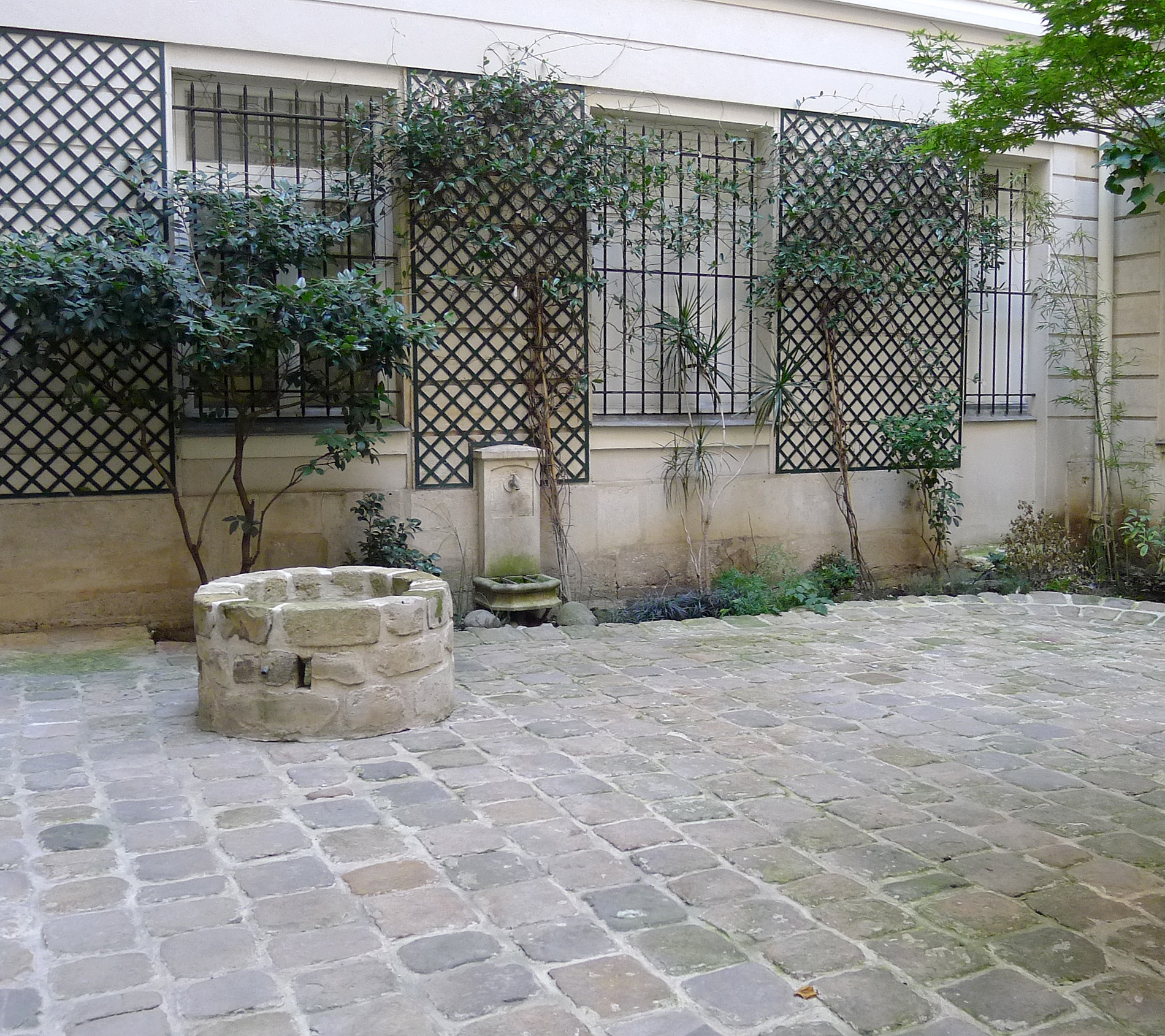
Hof mit Brunnen

In dieser Straße befanden sich Mitte des 18. Jahrhunderts die Bank Lambert und die Bankiers Meschinet de Richemond und Garnault, zu deren Spezialitäten der Handel mit Wechseln gehörte.

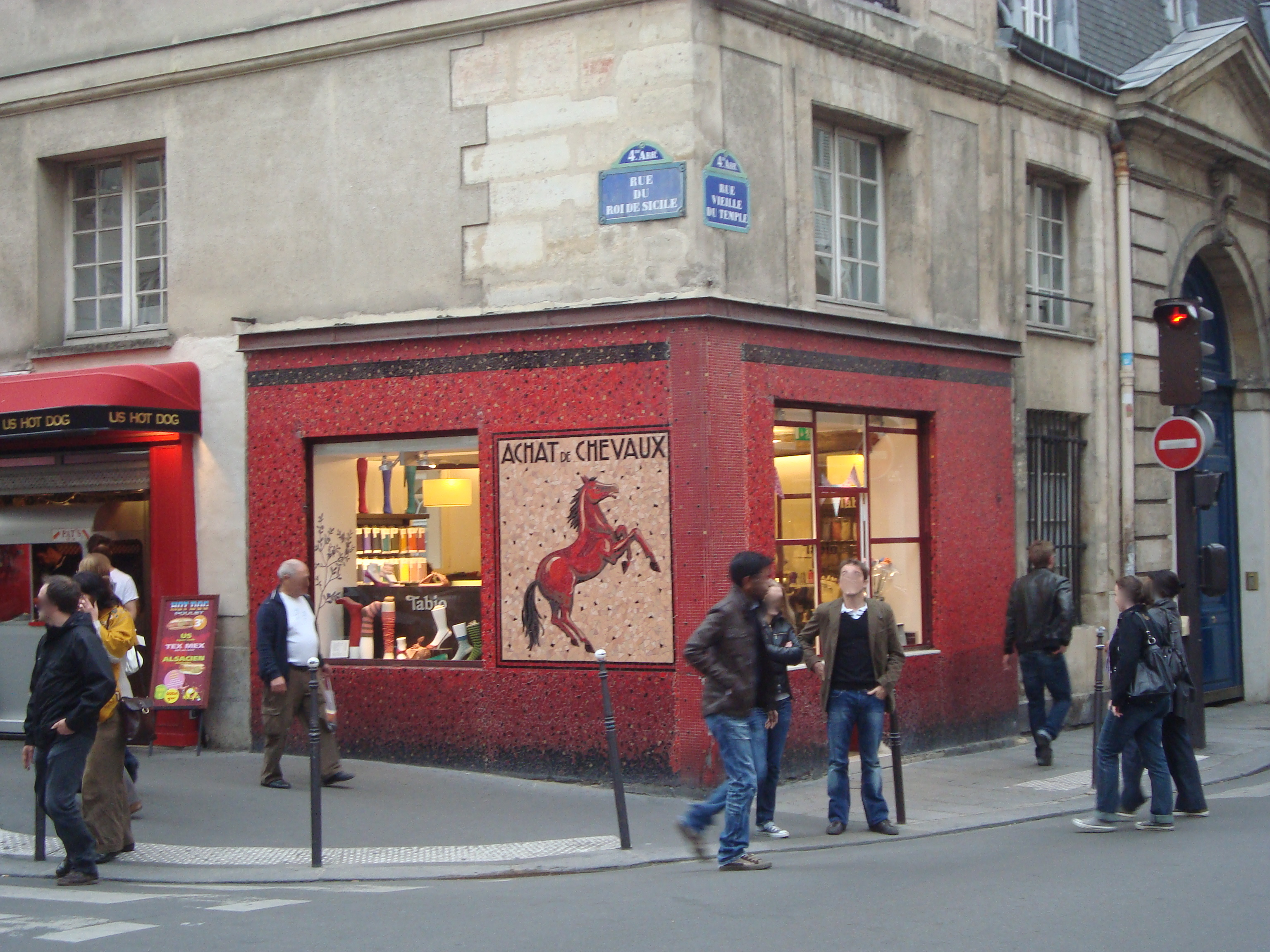
Ehemalige Pferdemetzgerei auf der Ecke zur Rue du Roi-de-Sicile
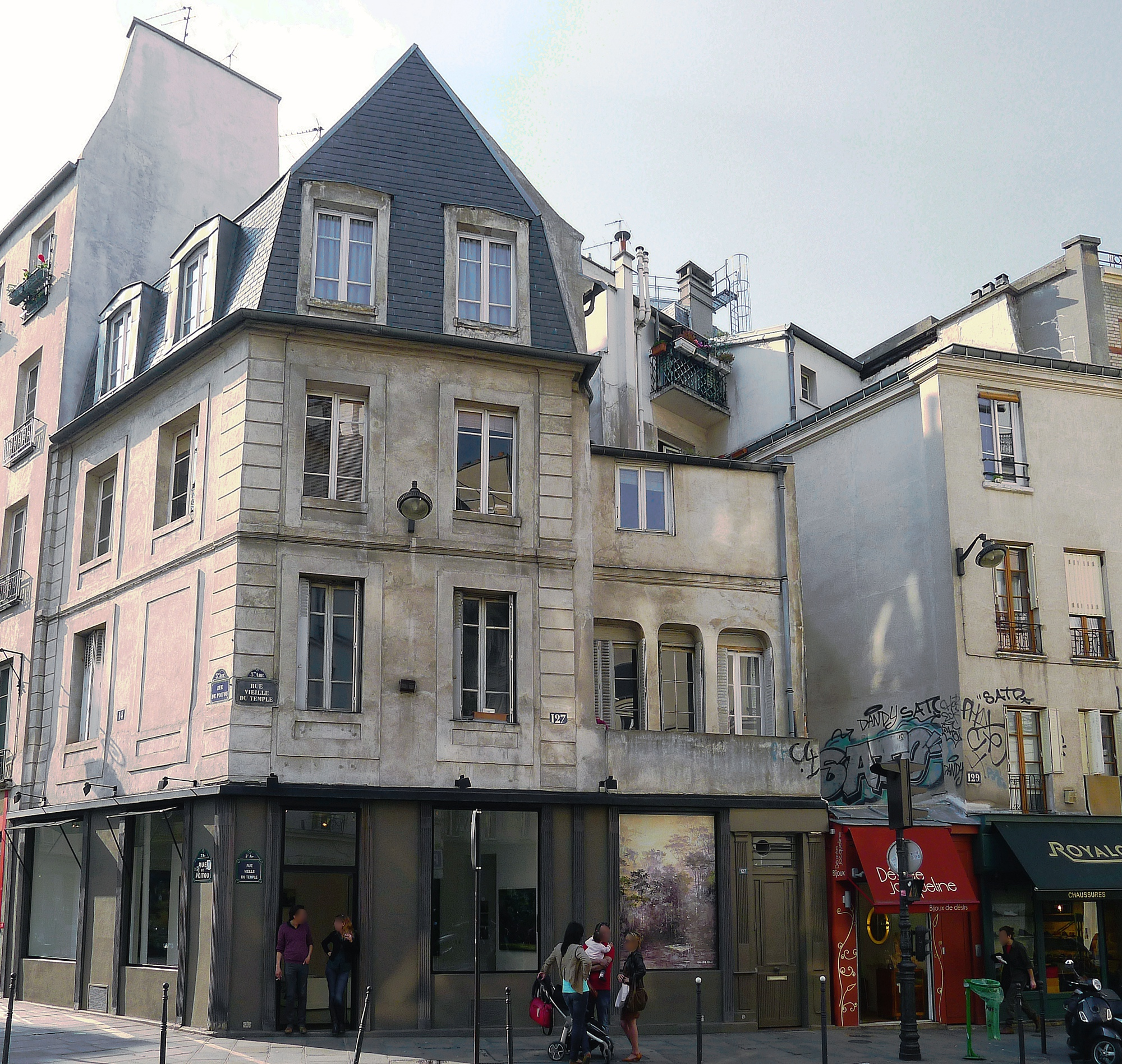
Nr. 127, Haus aus dem 17. Jahrhundert

### Nicht mehr vorhanden
- Das Hôtel d'Estouteville (rechte Seite hinter der Rue des Rosiers)
- Die Porte Barbette in der Stadtmauer des Königs Philipp August (kurz vor der Rue des Francs Bourgeois)
- Nr. 52–78: Das Hôtel Barbette vor allem der Königin Isabeau (rechte Seite zwischen der Rue des Frans Bourgeois und der Rue de la Perle, die Rue Barbette umfassend)
- Der Égout du Temple oder Égout Courtille-Barbette (siehe Égouts), ein Abwasserstichkanal, der vor dem Hôtel Barbette begann, die Straße entlangführte;
- Das Hôtel de Thorigny
- Nr. 90: Das erste Théâtre du Marais (1643–1673)

## In der Literatur
- In Une double famille von Honoré de Balzac lässt sich Monsieur de Granville mit seiner Ehefrau hier nieder.
- In Les Comédiens sans le savoir von Honoré de Balzac geht die Wahrsagerin Madame Fontaine ihrem Beruf in der Rue Vieille-du-Temple nach.[5]